# Beulah Koale
Beulah Koale (Auckland, 26 oktober 1992) is een Nieuw-Zeelandse acteur.
Koale verwierf onder meer bekendheid met zijn hoofdrol als Junior Reigns in de remake uit 2010 van de Amerikaanse televisieserie Hawaii Five-O.
Koale zal naast Karen Gillan en Aaron Paul de volgende ster zijn in de sciencefiction-thrillerfilm Dubbel (Dual), die volledig in Tampere, Finland wordt gefilmd.
- Gemeinsame Normdatei: 123492059X
- International Standard Name Identifier: 0000 0004 9902 7341
- Library of Congress Control Number: no2018016184
- Nationale Bibliotheek van Israël: 987009287682505171
- Virtual International Authority File: 8472151838000320520009
- WorldCat: E39PBJxhdJPdwmVwv8xWjvtYfq